# Про мишку, пташку і смажену ковбавску
«Про мишку, пташку і смажену ковбавску» (нім. Von dem Mäuschen, Vögelchen und der Bratwurst) — казка, опублікована братами Грімм у збірці «Дитячі та сімейні казки» (1812, том 1, казка 23). Згідно з класифікацією казкових сюжетів Аарне-Томпсона має номер 85. Першоджерелом казки стала оповідка з твору «Дивовижні та правдиві видіння Філандера фон Зіттевальта» Йоганна Міхаеля Мошероша 1642. 1806 року Клеменс Брентано перевидав оповідку під назвою «Історія про мишку, пташку і смажену ковбаску», на основі якої брати Грімм створили свою версію.

## Сюжет
Троє приятелів — мишка, пташка і ковбаска вели спільне господарство. Кожен з них мав свої обов'язки, мишка носила воду і розпалювала вогонь, пташка літала до лісу по дрова, а ковбаска займалася приготуванням страв. Велося їм добре. Одного дня пташка зустріла у лісі іншу пташку і розповіла, яке щасливе має життя. Однак інша пташка заперечила і сказала, що приятелі її використовують, адже на її плечах лежить найважче завдання, оскільки мишка, розпаливши вогонь і наносивши води, може відпочивати, а ковбаска цілий день тільки дивиться, чи їжа вже зварена.
Під впливом цих слів, пташка вирішила, що більше не буде літати у ліс по дрова. Відтак приятелі вирішили помінятися роботами. Відтоді пташка мала носити воду, мишка готувати, а ковбаска ходити до лісу по дрова. Наступного дня ковбаска подалася до лісу, але довго не поверталася. Пташка вирушила на її пошуки та виявилось, що ковбаска зустріла у лісі пса, який її з'їв.
Пташка повернулася додому і розповіла мишці що сталося. Обоє були засмучені, але постановили далі триматися разом. Пташка накривала на стіл, а мишка готувала, однак якось мишка послизнулась і впала в горщик, та й там зварилась живцем. Повернувшись додому, пташка почала її шукати, але через свою неуважність принесені нею дрова зайнялись і загорілись. Щоб загасити пожежу, пташка побігла по воду, «аж впало їй відро у колодязь, вона за ним, та не витягнула його, а сама втопилась».